# Дрпич, Дино
Дино Дрпич (хорв. Dino Drpić; 26 мая 1981, Загреб, СФРЮ) — хорватский футболист, защитник.

## Биография

### Клубная карьера
Дино является воспитанником загребского «Динамо». В «Динамо» дебютировал 13 августа 2000 года в матче с «Шибеником». С «Динамо» постоянно играл в Лиге чемпионов и Кубке УЕФА. В «Динамо» стал основным игроком, выступая на позиции центрального защитника. В 2008 году мог стать игроком турецкого «Бешикташа», но трансфер не состоялся. Дрпич известен тем, что однажды показал свои ягодицы извечным соперникам фанатов «Динамо», фанатам сплитского «Хайдука». Дрпичем также интересовался московский «Спартак». Зимой 2009 года его выгнали из «Динамо» якобы за то, что он занимался сексом с женой на стадионе «Динамо» «Максимире».
В январе 2009 года мог перейти в английский «Тоттенхэм Хотспур». Но перешёл на правах аренды в немецкий «Карлсруэ», клуб заплатил за аренду 150 тысяч евро. В клубе он взял 11 номер, хотя хотел взять 69 номер, но руководители Бундеслиги не разрешили. В чемпионате Германии дебютировал 1 февраля 2009 года в матче против «Бохума» (2:0), на 67 минуте он получил жёлтую карточку. По итогам сезона 2008/09 «Карлсруэ» занял предпоследние 17 место в Бундеслиги, опередив только «Арминию» и клуб вылетел во Вторую Бундеслигу. Летом 2009 года «Карлсруэ» выкупил контракт Дрпича за 900 тысяч евро. И с нового сезона Дрпич играет под 33 номером. Дино Дрпичем также интересовался французский «Бордо».

### Карьера в сборной
Выступал за юношескую сборную Хорватии до 19 лет и молодёжную сборную Хорватии до 21 года. В составе молодёжки сыграл 3 матча на чемпионате Европы 2004 в Германии. Тогда Хорватия заняла 4 место в группе уступив Беларуси, Сербии и Черногории и Италии.
В национальной сборной Хорватии дебютировал 16 октября 2007 года в товарищеском матче против Словакии (3:0).
Являлся кандидатом на поездку на чемпионат Европы 2008 в Австрии и Швейцарии.

## Достижения
- Чемпион Хорватии (6): 2000/01, 2002/03, 2005/06, 2006/07, 2007/08, 2008/09
- Обладатель Кубка Хорватии (5): 2000/01, 2001/02, 2003/04, 2006/07, 2007/08
- Обладатель Суперкубка Хорватии (1): 2006

## Личная жизнь
В 2005 году Дино Дрпич женился на модели журнала Playboy и певице Нивес Цельзиюс.
В 2009 году, чтобы повысить объём продаж футболок и популярность самого игрока, жена предложила Дрпичу сменить в «Карлсруэ» игровой номер на 69. Идею приняли в клубе, но Немецкий футбольный союз отказал футболисту в просьбе. Юридически союз обосновал это тем, что номер будет плохо виден зрителям, не упомянув сексуальный подтекст.
В 2014 году пара развелась.